# Carl Ringvold (regatista, 1876)
Carl August Ringvold (Oslo, 3 de abril de 1876-Oslo, 22 de enero de 1960) fue un deportista noruego que compitió en vela en la clase 8 Metre. Fue padre del también regatista Carl Ringvold jr.
Participó en dos Juegos Olímpicos de Verano en los años 1920 y 1924, obteniendo dos medallas, oro en Amberes 1920 y oro en París 1924, ambas en la clase 8 Metre.

## Palmarés internacional
| Juegos Olímpicos | Juegos Olímpicos  | Juegos Olímpicos | Juegos Olímpicos       |
| Año              | Lugar             | Medalla          | Clase                  |
| ---------------- | ----------------- | ---------------- | ---------------------- |
| 1920             | Amberes (Bélgica) | Medalla de oro   | 8 Metre (sistema 1907) |
| 1924             | París (Francia)   | Medalla de oro   | 8 Metre                |